# هامور أزرق أصفر
هامور أزرق أصفر أو هامور أزرق أصفر الزعانف (الاسم العلمي Epinephelus flavocaeruleus)، نوع سمك متوسط القد من الهامور وفصيلة القرفصية. يبلغ أقصى نمو له نحو 90 سم. ولكن متوسط حجمه عادًة ما يكون نحو 45 سم.

## المواطن والتوزيع
```
ينتشر هامور أزرق أصفر الزعانف على نطاق واسع في جميع أنحاء البحار المدارية في 
المحيط الهندي
 والساحل الشرقي من 
أفريقيا
 وصولًا إلى الجزر الغربية من 
إندونيسيا
، وكذلك يوجد في 
ولاية البحر الأحمر
 
والخليج العربي
.
[
4
]
 حيث يعيش هذا الهامور بالقرب من الشعاب المرجانية الضحلة في حين يُعثر على الأنواع البالغة منه في مناطق أعمق يصل عمقها إلى 150 مترًا، ولكنها تظل مرتبطة دائمًا بالشعاب المرجانية
[
5
]
```